# Peperina en Llamas
Peperina en Llamas es una banda de rock argentina formada a principios del siglo XXI en Capilla del Monte, Córdoba. La formación se compone de Sebastián Cantoni (cantante principal, guitarra rítmica), Juan Ariel López  (guitarra eléctrica), Luis Céliz (saxo), Francisco Hernández (batería) y Rodrigo Yáñez (bajo).
Es conocida como una de las mejores bandas under del rock argentino.

## Historia

### Comienzos
Cantoni se instaló en Capilla del Monte a fines de la década de 1990, poco después conoció a Edgar Ramer, y al oír su música y darse cuenta de que tenía talento, decidió pedirle que se una a su banda.
Si bien la formación original de la banda solo los incluía a ellos dos, también solían tocar con violinistas y percusionistas. Después de tocar varios recitales en plazas y bares locales, Cantoni decidió grabar un demo al que se conoce como Ococotata, este demo incluía las primeras versiones de algunos de sus éxitos como Naturaleza, o Altas Caravanas.

### Primer álbum
A medidos del 2004, "Chavez" Sánchez, Medone, y Matheus se unen a la banda, y logran tocar en diversas ciudades y festivales de Córdoba.
Después de ser escuchados por el cineasta Diego Rafecas, en 2005 logran ser parte de la música de la película Un Buda. Durante las grabaciones de ésta, el bajista de la banda fue el reconocido músico Pedro Aznar. La película ayudó a la banda a tocar en lugares de Bs.As., como por ejemplo en Niceto Club.
En 2006, se graba en la casa del baterista Medone, el primer disco de la banda, Planeta Pelela, el que cuenta con temas como Picadito o Animal.
Durante el año 2007 hicieron el tema Mira lo que trajo el Gato para la cortina del programa radial que lleva el mismo nombre en FM POWER 102, así como también la música para la película PACO, los temas DopenMen y El Monstruo
A fines de 2007 Sebastián es convocado para actuar en la película RODNEY, en la cual también participaron siendo la banda de sonido y tocando en ella 4 temas del disco y el tema Alakrán compartiendo la filmación con actores como Sofía Gala, Daniel Fanego, Cristina Banegas y Tomás Fonzi, entre otros. 

### Cambio de formación yProducto de un error
Además de ser banda de sonido, Cantoni también actuó en la película Paco.
Por problemas personales, Medone tuvo que dejar la banda, y fue reemplazado por Languasco.
Con ésta formación grabaron un demo que fue enviado a Estudios Bemol, junto con temas de Planeta Pelela y de sus películas. El estudio no dudo en aceptar a la banda y pidió que los temas de este demo sean incluidos en el disco que graben, al que llamaría Producto de un Error.
Poco después, ya empezado a grabar el disco, Sánchez se separó de la banda, siendo reemplazado por el guitarrista de folklore Daniél Cortez. También se sumó a la banda el percusionista Junior Mazzei.
Antes de sacar a la venta el disco, la banda presentó algunos de los temas de este en la película Cruzadas, y además grabó en La Mónica Disco, una extraña versión cumbiera de su tema Ongamira junto a Pablo Lescano. Luego, en 2012, sacaron a la venta el CD.
El exintegrante de Los Piojos Micky, fue integrado a la banda tras la salida de Matheus, aunque este también la dejó poco después, yendo a tocar con La que Faltaba.

### Salida de Edgar y formación actual
Tras la salida de Languasco y Cortez, la banda no volvió a tener bajista ni baterista por un tiempo, y la formación volvió a ser la original: Sebastián y Edgar, cambiando el estilo de la banda.
Poco después agregaron al percusionista bonaerense Milton Lerman y al guitarrista salteño Juan Ariel López a la banda. En 2013 Edgar decidió dejar Peperina en Llamas.
Milton tuvo que abandonar la banda en 2014, y más tarde se sumaron Francisco Hernández, Luis Celiz y Rodrigo Yáñez. En 2016 sacaron su álbum De seda o de barro.

## Discografía

### Álbumes de estudio
- 2006 - Planeta pelela
- 2012 - Producto de un error
- 2016 - De seda o de barro

### Vídeos
- 2011 - Cuidadito[8]

### Demos
- 2004 - Ococotata
- 2009 - Peperina en Llamas